# Luke Pritchard
Luke Pritchard, född 2 mars 1985, är en engelsk musiker. Han är sångare och gitarrist i det engelska indiebandet The Kooks.
Pritchard föddes i Worthing i Sussex och växte up i Clapham i London. Hans pappa, musikern Bob Pritchard, dog när Luke var tre år gammal. Han gick i Bedales School, The Brit School of Performing Arts and Technology, och Brighton Institute of Modern Music där The Kooks startade 2003 med bandmedlemmarna Hugh Harris, Paul Garred och Max Rafferty. Rafferty lämnade bandet den 30 januari 2008 och Dan Logan togs in som tillfällig ersättare. Luke Pritchard var i tre år under sin skoltid tillsammans med den kända brittiska sångerskan Katie Melua.

## Diskografi (urval)
Album med The Kooks
- 2006 – Inside In/Inside Out (#2 UK)
- 2008 – Konk (#1 UK)
- 2011 – Junk of the Heart
- 2014 – Listen
- 2018 – Let’s Go Sunshine